# Kawazu (fiume)
Il Kawazu (河津川?) è un fiume giapponese, che scorre nella prefettura di Shizuoka.
Il fiume ha la sua sorgente sui monti Amagi, ed è celebre per l'annuale fioritura degli alberi di ciliegio presenti sulle sue rive, che ha dato vita a un festival annuale. All'interno del fiume viene svolta, nella stagione autunnale e invernale, la pesca dei gamberi. Lungo il corso del fiume si trovano le celebri sette cascate di Kawazu-Nanadaru.